# Liga Superior de Turkmenistán 2025
La Liga Superior de Turkmenistán 2025 es la 33.ª edición de la Liga Superior de Turkmenistán, la máxima categoría de Turkmenistán. La temporada comenzó el 4 de marzo y terminará el 27 de diciembre.
El campeón defensor es el Arkadag.

## Equipos participantes
En la Liga Superior de Turkmenistán participan en total ocho equipos, uno menos que en la temporada pasada debido a que el FC Energetik Türkmebaşy se retiró a mitad del año futbolístico 2024. Se enfrentarán en un sistema todos contra todos a ida y vuelta, en total se jugarán cuatro ruedas dando un resultado de 28 partidos por equipo. El club que finalice en primer lugar será declarado campeón y clasificará al play-off de la Liga de Campeones 2 de la AFC.
| Equipo           | Ciudad       | Estadio                  | Capacidad |
| ---------------- | ------------ | ------------------------ | --------- |
| Ahal             | Annau        | Asjabad                  | 20 000    |
| Altyn Asyr       | Asjabad      | Büzmeýin Sport Complex   | 10 000    |
| Arkadag          | Arkadag      | Arkadag                  | 10 000    |
| Aşgabat          | Asjabad      | Nusaý                    | 3000      |
| Köpetdag Aşgabat | Asjabad      | Köpetdag                 | 26 000    |
| Merw             | Mary         | Mary Sport Complex       | 10 000    |
| Nebitçi          | Balkanabat   | Balkanabat Sport Complex | 10 000    |
| Şagadam          | Turkmenbashi | Şagadam                  | 5000      |

## Clasificación
| Pos. | Equipo           | Pts. | PJ | G  | E | P  | GF | GC | Dif. | Clasificación 2026-27              |
| ---- | ---------------- | ---- | -- | -- | - | -- | -- | -- | ---- | ---------------------------------- |
| 1    | Arkadag          | 54   | 18 | 18 | 0 | 0  | 77 | 10 | +67  | Play-off de la Liga de Campeones 2 |
| 2    | Ahal             | 31   | 15 | 10 | 1 | 4  | 31 | 14 | +17  |                                    |
| 3    | Şagadam          | 29   | 17 | 8  | 5 | 4  | 21 | 20 | +1   |                                    |
| 4    | Altyn Asyr       | 29   | 17 | 9  | 2 | 6  | 25 | 25 | 0    |                                    |
| 5    | Nebitçi          | 16   | 17 | 4  | 4 | 9  | 10 | 22 | −12  |                                    |
| 6    | Aşgabat          | 14   | 17 | 4  | 2 | 11 | 14 | 37 | −23  |                                    |
| 7    | Merw             | 10   | 17 | 2  | 4 | 11 | 8  | 27 | −19  |                                    |
| 8    | Köpetdag Aşgabat | 8    | 16 | 2  | 2 | 12 | 9  | 40 | −31  |                                    |

Actualizado a los partidos jugados el 18 de agosto de 2025.
 Fuente: Global Sports Archive

## Resultados
| Local \ Visitante | AHA | ALT | ARK | ASG | KOP | MER | NEB | SAG |
| ----------------- | --- | --- | --- | --- | --- | --- | --- | --- |
| Ahal              | —   | 0–1 | 0–3 | 4–0 | 4–0 | 3–0 | 2–0 | 1–1 |
| Altyn Asyr        | 3–1 | —   | 0–3 | 1–0 | 3–0 | 2–0 | 1–0 | 1–1 |
| Arkadag           | 3–1 | 7–3 | —   | 7–0 | 6–1 | 7–0 | 3–0 | 4–0 |
| Aşgabat           | 1–4 | 3–1 | 0–2 | —   | 0–0 | 0–0 | 2–1 | 2–3 |
| Köpetdag Aşgabat  | 0–3 | 1–3 | 1–3 | 2–3 | —   | 0–3 | 0–0 | 0–1 |
| Merw              | 1–3 | 0–1 | 0–2 | 2–0 | 0–1 | —   | 0–0 | 1–1 |
| Nebitçi           | 0–1 | 1–0 | 0–1 | 2–0 | 1–0 | 3–0 | —   | 0–0 |
| Şagadam           | 1–2 | 2–1 | 1–4 | 1–0 | 4–1 | 1–0 | 1–0 | —   |

| Local \ Visitante | AHA | ALT | ARK | ASG | KOP | MER | NEB | SAG |
| ----------------- | --- | --- | --- | --- | --- | --- | --- | --- |
| Ahal              | —   | –   | –   | –   | –   | –   | 2–0 | –   |
| Altyn Asyr        | –   | —   | 2–5 | 2–1 | –   | –   | –   | –   |
| Arkadag           | –   | –   | —   | 4–0 | 5–0 | –   | –   | –   |
| Aşgabat           | –   | –   | –   | —   | –   | –   | –   | –   |
| Köpetdag Aşgabat  | –   | –   | –   | –   | —   | –   | –   | 2–1 |
| Merw              | –   | 0–0 | –   | 1–2 | –   | —   | –   | 0–1 |
| Nebitçi           | –   | –   | 1–8 | –   | –   | –   | —   | –   |
| Şagadam           | –   | –   | –   | –   | –   | –   | 1–1 | —   |

## Máximos goleadores
- Actualizado al 18 de agosto de 2025.
| Rank | Jugador                | Club    | Goles |
| ---- | ---------------------- | ------- | ----- |
| 1    | Begenç Akmämmedow      | Arkadag | 16    |
| 1    | Didar Durdyýew         | Arkadag | 16    |
| 3    | Altymyrat Annadurdyýew | Arkadag | 13    |
| 4    | Mekan Aşyrow           | Şagadam | 7     |
| 4    | Şamämmet Hydyrow       | Arkadag | 7     |